# Radikal Ungdom
Radikal Ungdom (RU) er Radikale Venstres officielle ungdomsorganisation. Radikal Ungdom bygger på et socialliberalt og humanistisk grundlag. Den nuværende organisation blev stiftet den 30. april 1994 under navnet Radikal Ungdom af 1994, efter at den tidligere ungdomsorganisation Radikal Ungdom blev opløst på grund af den såkaldte tipsmiddelsag. Organisationen bar navnet Radikal Ungdom af 1994, indtil navnet blev ændret tilbage til Radikal Ungdom i 2015. RU har ca. 1.000 medlemmer.
Radikal Ungdom er medlem af tre internationale liberale og radikale paraplyorganisationer: Sammenslutningen for Nordens Unge Socialliberale (SNUS), European Liberal Youth (LYMEC) sammen med Venstres Ungdom, og International Federation of Liberal and Radical Youth (IFRLY).

## Radikal Ungdom før 1994
Radikal Ungdom blev oprettet som Københavns radikale Ungdomsklub i 1904 og blev først landsdækkende i 1911. Først som Den radikale Ungdoms Forbund, senere som Radikal Ungdoms Landsforbund (RUL). På det stiftende landsmøde i Randers den 13.-14. maj 1911 blev det besluttet, at Radikal Ungdom skulle arbejde i principiel tilslutning til Odense-programmet, som Radikale Venstre havde vedtaget i 1905. (Læs programmet på Wikisource.)
Initiativtager var formanden for Københavns radikale Ungdomsklub cand.mag. Anders Hansen. Blandt medlemmerne af det første forretningsudvalg var journalist Niels Hasager fra Fyns Venstreblad og fra 1912 den unge student Bertel Dahlgaard.
Radikal Ungdom samarbejdede tæt med andre landes socialliberale ungdomsorganisationer. Således organiserede Hermod Lannung en europæisk ungdomskonference for fred, forsoning og Folkeforbundet i København i 1921. Efter 2. verdenskrig er dele af samarbejdet sket gennem NLRU og senere gennem LYMEC og IFLRY.
I 1940 var Radikal Ungdom medstifter af Dansk Ungdoms Samvirke, som senere blev til Dansk Ungdoms Fællesråd (DUF).
I 1970'erne fulgte organisationen den traditionelle radikale antimilitariske linje, og forholdt sig kritisk overfor den mere borgerlige linje som Hilmar Baunsgaard, statsminister 1968-1971, repræsenterede.
Radikal Ungdom var medstifter af Folkebevægelsen mod EF i 1972 og forlod bevægelsen igen i 1985. Radikal Ungdom anbefalede at stemme nej ved folkeafstemningerne om EF i 1972 og 1986, men anbefalede at stemme ja ved afstemningerne i 1992 og 1993. Støttede Folkebevægelsen mod EF ved valgene til EF-parlamentet i 1979 og 1984. Støttede Radikale Venstre i 1989.
I 1994 blev Radikal Ungdom i lighed med en række andre politiske ungdomsorganisationer fældet i den såkaldte tipsmiddelsag, hvor det blev opdaget, at organisationerne havde haft kunstigt høje medlemstal og dermed havde fået et uberettiget højt tilskud. Sagen betød, at foreningen lukkede – dog kun for kort efter at blive gendannet.

## Radikal Ungdom efter 1994
Efter nogle år med svære økonomiske forhold lykkedes det i 1996 at opnå støtte fra Dansk Ungdoms Fællesråd. I årene efter gendannelsen vajede den liberale fane højt. Moderpartiet var i regering med Socialdemokratiet, men Radikal Ungdom krævede skrappe velfærdsreformer og militær indgriben i det tidligere Jugoslavien. Endvidere krævede Radikal Ungdom skattelettelser og afskaffelse af efterlønnen.
Synspunkterne vandt ikke meget gehør hos hverken Socialdemokratiet eller Radikale Venstre. Radikal Ungdom fik en del presseeksponering grundet uenigheden med moderpartiet og kritikken af regeringssamarbejdet. Radikal Ungdom indledte et samarbejde med Venstres Ungdom, som også krævede skattelettelser og afskaffelse af efterlønnen. I perioder var kritikken af SR-regeringssamarbejdet så stærk, at Radikal Ungdom truede med at trække sin støtte til radikal deltagelse i regeringen. Op til folketingsvalget i 1998 indledtes dog et samarbejde med DSU, som resulterede i en fælles valgudtalelse. Frem mod årtusindeskiftet foreslog Radikal Ungdom at afskaffe folkepensionen og erstatte den med tvungne private pensionsopsparinger. Desuden var legalisering af hash og øget boligbeskatning på det politiske program.
Radikal Ungdom var frem til 2013 medlem af den internationale nordiske paraplyorganisation Nordens Liberale og Radikale Ungdom (NLRU), men skiftede d. 15. oktober i dette år til et medlemskab i Nordiska Centerungdommens Förbund (NCF).
Ved folkeafstemningen om retsforbeholdet den 3. december 2015 anbefalede Radikal Ungdom et ja.

## Skolevalgsresultater
RU har deltaget i alle skolevalg siden 2015, der har været afholdt af Dansk Ungdoms Fællesråd.
| Valg | Formand                   | Stemmer | %    | Mandater | +/-     | Mærkesag #1                              | Mærkesag #2                                    | Mærkesag #                                  |
| ---- | ------------------------- | ------- | ---- | -------- | ------- | ---------------------------------------- | ---------------------------------------------- | ------------------------------------------- |
| 2015 | Christopher Røhl Andersen |         | 9,8  | 17 / 175 | Uændret | Fjern karakterkrav på erhvervsskolerne   | Ligelig fordeling af flygtninge i EU           | Afskaf nationale test i folkeskolen         |
| 2017 | Victor Boysen             | 5.169   | 11,4 | 20 / 175 | 3       | Danmark skal tage i mod flere flygtninge | Fjern afgiften på el-biler                     | Indfør aktiv dødshjælp                      |
| 2019 | Sigrid Friis Proschowsky  | 6.723   | 11,1 | 20 / 175 | Uændret | Danmark skal tage kvoteflygtninge        | Udfas salget af benzin- og dieselbiler         | Afskaf karakterkrav på ungdomsuddannelserne |
| 2021 | Jacob Robsøe              | 7.143   | 14,6 | 26 / 175 | 6       | Afskaf topskatten                        | Danmark skal tage 3000 kvoteflygtninge om året | Indfør flyafgift                            |
| 2024 | Maria Georgi Sloth        |         | 8,72 | 15 / 175 | 9       | Afskaf topskatten                        | Indfør samme CO2-afgift for alle erhverv       | Statsborgerskab i 18-års gave               |

## Landsformænd før 1994
- 1993-1994: Anne Cathrine Lausten
- 1992-1993: Christian Fich
- 1991-1992: Lars Kaspersen
- 1989-1991: Lars L. Nielsen
- 1981-1982: Kim Sejr
- 1981: Niels Hejlskov
- 1979-1981: Torben Dreier
- 1977-1979: Peter Jon Larsen
- 1975-1977: Hanne-Marie Sieg
- 1973-1975: Poul Erik Pedersen
- 1971-1972: Jens Peter Bonde
- 1969-1970: Jens Clausager
- 1968-1969: Ole Golbert
- 1967-1968: Søren Larsen
- 1966-1967: Leif Seinholt
- 1965-1966: Ole Tonsgaard
- 1963-1965: Niels Henrik Gydemark
- 1962-1963: Asbjørn Bjerre
- 1962-1962: Jens Baunsgaard
- 1959-1962: Thorkild Møller
- 1957-1959: Harald Westergaard Andersen
- 1954-1957: Asger Baunsbak-Jensen
- 1951-1954: Arne Lindegaard Rasmussen
- 1948-1951: Hilmar Baunsgaard
- 1947-1948: Bjørn Hansen
- 1945-1947: Erik Jørgensen
- 1942-1945: Kristen Helveg Petersen
- 1937-1942: Axel Jensen
- 1934-1937: Karl Skytte
- 1931-1934: Rudolf Zeuthen
- 1928-1931: Peter Veistrup
- 1926-1928: N.P. Nielsen
- 1924-1926: Hother Kirkegaard
- 1920-1924: Oluf Johansen
- 1917-1920: Anders Olsen
- 1915-1917: Bertel Dahlgaard
- 1911-1915: Anders Hansen

## Formandskaber efter 1994
Bemærk at foreningen 2014 ændrede struktur, så der nu valgtes både en organisatorisk og en politisk næstformand, hvor der før 2014 kun valgtes én næstformand. I 2020 ændredes organisationen igen, så der atter kun vælges en næstformand.
- 2024-nu: Anastasia Olivia Milthers og Jakob Skyggebjerg Kjær
- 2023-24: Maria Georgi Sloth og Jakob Skyggebjerg Kjær
- 2022-23: Maria Georgi Sloth og Katinka Langdahl-Frederiksen
- 2021-22: Jacob Robsøe og Katinka Langdahl-Frederiksen

- 2020-21: Jacob Robsøe og Caroline Valentiner-Branth
- 2019-20: Lukas Lunøe, politisk næstformand Cornelius Sode og organisatorisk næstformand Caroline Valentiner-Branth
- 2017-19: Sigrid Friis Proschowsky, politisk næstformand Alexander Bjørn Jensen og organisatorisk næstformand Freja Fokdal [4]
- 2016-17: Victor Boysen, politisk næstformand Jeppe Fransson og organisatorisk næstformand Ida Mosegaard
- 2015-16: Victor Boysen, politisk næstformand Jeppe Fransson og organisatorisk næstformand Clara Halvorsen (fra august 2016 Ida Mosegaard)
- 2014-15: Christopher Røhl, politisk næstformand Jens Wallberg og organisatorisk næstformand Clara Halvorsen
- 2013-14 Christopher Røhl og Ida Brask
- 2012-13: Ditte Søndergaard og Morten Schiellerup Bager
- 2011-12: Ditte Søndergaard og Sebastian Hvid Jedzini
- 2010-11: Simon Dyhr og Ronja Lundberg
- 2009-10: Simon Dyhr og Christina Judson
- 2008-09: Emil Dyred og Klaus Bach Jacobsen
- 2007-08: Andreas Steenberg og Klaus Bach Jacobsen
- 2006-07: Andreas Steenberg og Anna Mee Allerslev
- 2005-06: Zenia Stampe og Rasmus Christensen (Andreas Steenberg fra april 2006)
- 2004-05: Zenia Stampe og Vivian Heinola
- 2003-04: Zenia Stampe og Stefan Seidler
- 2002-03: Simon Emil Ammitzbøll og Frederik Berling
- 2001-02: Simon Emil Ammitzbøll og Jonathan Nielsen
- 2000-01: Simon Emil Ammitzbøll og Heidi Nygaard
- 1999-00: Majken Fjeldgaard Arensbach og Markus Galskjøt Hahn
- 1998-99: Christian Brix Møller og Rune Noack
- 1997-98: Christian Brix Møller og Rune Noack
- 1996-97: Anders Thomsen og Christian Brix Møller
- 1995-96: Morten Rixen og Laura Friberg
- 1994-95: Morten Rixen og Laura Friberg

## Hovedbestyrelsen
Hovedbestyrelsen består af Radikal Ungdoms Landsformandskab, den organisatoriske og politiske ledelse, samt Hovedbestyrelsesformandskabet og repræsentanter fra distrikter, som indeholder lokalforeninger. Distrikterne har 12 repræsentanter, som bliver delt ud i hvert distrikt efter Sainte-Laguës metode.

## Lokalforeninger
Radikal Ungdom er som organisation opbygget af lokalforeninger spredt over hele landet.